# Neandertal 1

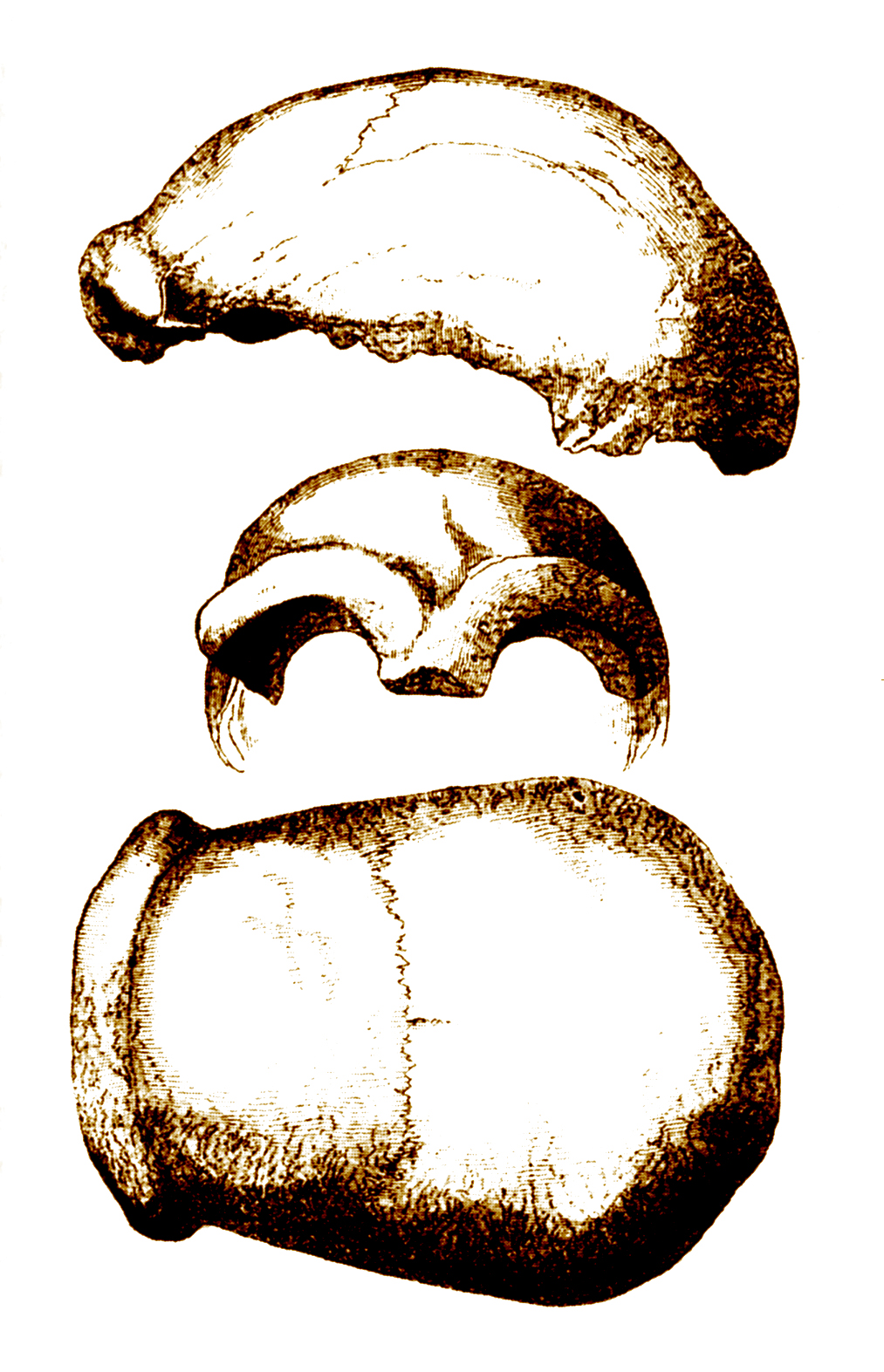
Espécimen tipo Neanderthal 1.

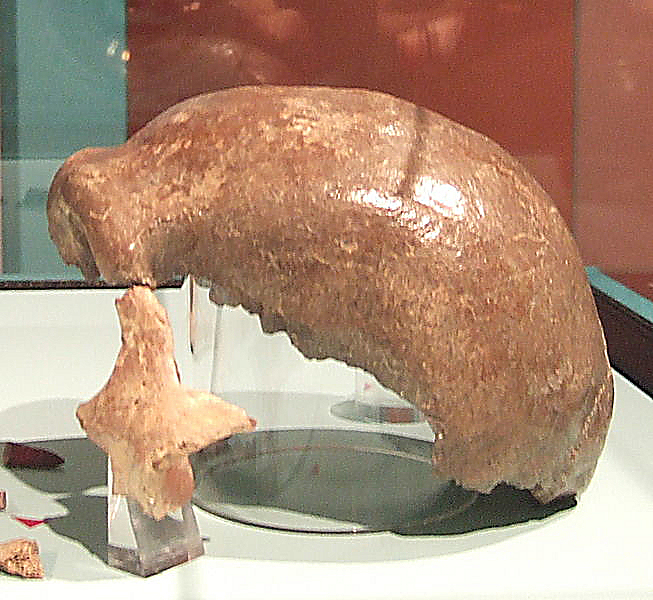

Neandertal 1 o Feldhofer 1 es el espécimen tipo de la especie Homo neanderthalensis, desenterrado por unos trabajadores en la cueva Feldhofer, en 1856, descubierto por el profesor Johann Karl Fuhlrott y descrito por primera vez por el anatomista Hermann Schaaffhausen, en 1857. La datación por radiocarbono asigna a los restos una antigüedad de 40 000 años.

## Historia del hallazgo
En 1856, los trabajadores de una cantera cercana descubrieron unos huesos que originalmente atribuyeron a los restos de un oso. Los trabajadores anunciaron el descubrimiento al encargado de la zona de explotación, y este mandó que los obreros enviaran los restos a Johann Karl Fuhlrott. El documento histórico más antiguo con referencia a este hallazgo fue publicado en el diario local de Elberfeld:

Mettman, 4 de septiembre. En el vecino valle de Neander, conocido como "Las rocas", un sorprendente descubrimiento ha sido hecho en días recientes. Durante los desprendimientos de los acantilados de piedra caliza, que no pueden ser más lamentables desde el punto de vista de la estética, se ha encontrado una cueva, que en el transcurso de los siglos había sido cubierta por sedimentos de arcilla. Al desenterrar esta arcilla, se encontró una costilla humana, que sin duda habría sido desconsiderada y perdida de no ser, afortunadamente, por el Dr. Fulhrott al garantizar e investigar el hallazgo.
Diario de Elberfeld, 6 de septiembre de 1856.

## Restos encontrados
Los restos óseos del Neandertal 1 eran un casquete craneal, dos fémures, los tres huesos del brazo derecho, dos del brazo izquierdo, parte del hueso ilíaco izquierdo y fragmentos de la escápula y costillas. Habían sido encontrados por los trabajadores de la cantera cercana, quienes los apartaron para que los viese Johann Karl Fuhlrott.
A partir del año 1997 se reanudaron las excavaciones en la zona y se encontraron más de 50 nuevas piezas óseas humanas, igual de fragmentadas que las halladas en 1856, la mayoría pertenecientes a restos de Homo neanderthalensis, y el resto a Homo sapiens.

## Antigüedad
Gracias a la fauna, flora, instrumental lítico y datación por radiocarbono, a los restos se les ha dado una antigüedad de unos 40.000 años.

## Relación con el hombre moderno
Un estudio de 2008 del Instituto Max Planck de Antropología Evolutiva en Leipzig sugirió que los neandertales probablemente no se cruzaron con humanos anatómicamente modernos   mientras que el proyecto del genoma neandertal publicado en 2010 y 2014 sugiere que los neandertales sí contribuyeron al ADN de los humanos modernos, incluida la mayoría de los no africanos y algunas poblaciones africanas, a través del mestizaje, probablemente entre 50.000 y 60.000 años atrás.